# Gran Premio motociclistico d'Aragona 2013
Il Gran Premio motociclistico d'Aragona 2013 è stato il quattordicesimo Gran Premio della stagione 2013. Le gare si sono disputate il 29 settembre 2013 presso la Ciudad del Motor de Aragón, ad Alcañiz. Nelle tre classi i vincitori sono stati: Marc Márquez in MotoGP, Nicolás Terol in Moto2 e Álex Rins in Moto3.

## MotoGP
Marc Márquez ottiene la sua sesta vittoria stagionale, trentaduesima affermazione in carriera nel motomondiale, dopo aver ottenuto il giorno precedente la gara la sua settima pole position stagionale. Jorge Lorenzo, che negli ultimi due GP corsi aveva ottenuto due vittorie consecutive, si classifica secondo in questa gara, con Valentino Rossi terzo, staccato di oltre dodici secondi dal vincitore.
Al termine di questa prova Márquez, già primo in classifica mondiale, si porta a 278 punti totali ed incrementa a 39 punti il suo vantaggio in campionato rispetto al secondo Lorenzo, con Dani Pedrosa, caduto in questa gara a seguito di un contatto proprio con il compagno di squadra Márquez, terzo in campionato e lontano 59 punti dal primo posto.
Aleix Espargaró con la ART del team Power Electronics Aspar è il primo a tagliare il traguardo nel novero dei piloti alla guida di motociclette CRT.
A partire da questa gara, il pilota colombiano Yonny Hernández lascia il team Paul Bird Motorsport e viene ingaggiato dal team Ignite Pramac Racing, con il quale firma un contratto per correre tutte le restanti gare in campionato in sostituzione di Ben Spies. Il posto lasciato vacante da Hernández viene preso dall'australiano Damian Cudlin.
Anche Karel Abraham è costretto a saltare tutte le restanti gare in calendario in questa stagione a causa di un infortunio alla spalla, al suo posto il team Cardion AB Motoracing designa il pilota italiano Luca Scassa che, da esordiente nelle gare del motomondiale, chiude 17º questa prova.
In occasione di questo gran premio, Andrea Dovizioso fa segnare la sua personale duecentesima presenza nelle gare del motomondiale.

### Arrivati al traguardo
| Pos. | Nº | Pilota           | Squadra                   | Motocicletta       | Giri | Tempo           | Griglia | Punti |
| ---- | -- | ---------------- | ------------------------- | ------------------ | ---- | --------------- | ------- | ----- |
| 1º   | 93 | Marc Márquez     | Repsol Honda              | Honda RC213V       | 23   | 42min 03s 459ms | 1º      | 25    |
| 2º   | 99 | Jorge Lorenzo    | Yamaha Factory Racing     | Yamaha YZR-M1      | 23   | +1.356          | 2º      | 20    |
| 3º   | 46 | Valentino Rossi  | Yamaha Factory Racing     | Yamaha YZR-M1      | 23   | +12.927         | 4º      | 16    |
| 4º   | 19 | Álvaro Bautista  | Go&Fun Honda Gresini      | Honda RC213V       | 23   | +13.787         | 6º      | 13    |
| 5º   | 6  | Stefan Bradl     | LCR Honda                 | Honda RC213V       | 23   | +13.973         | 5º      | 11    |
| 6º   | 35 | Cal Crutchlow    | Monster Yamaha Tech 3     | Yamaha YZR-M1      | 23   | +14.662         | 7º      | 10    |
| 7º   | 38 | Bradley Smith    | Monster Yamaha Tech 3     | Yamaha YZR-M1      | 23   | +31.220         | 8º      | 9     |
| 8º   | 4  | Andrea Dovizioso | Ducati Team               | Ducati Desmosedici | 23   | +40.671         | 9º      | 8     |
| 9º   | 69 | Nicky Hayden     | Ducati Team               | Ducati Desmosedici | 23   | +53.413         | 11º     | 7     |
| 10º  | 29 | Andrea Iannone   | Energy T.I. Pramac Racing | Ducati Desmosedici | 23   | +55.067         | 12º     | 6     |
| 11º  | 41 | Aleix Espargaró  | Power Electronics Aspar   | ART GP13           | 23   | +58.001         | 10º     | 5     |
| 12º  | 68 | Yonny Hernández  | Ignite Pramac Racing      | Ducati Desmosedici | 23   | +1'05.513       | 13º     | 4     |
| 13º  | 14 | Randy de Puniet  | Power Electronics Aspar   | ART GP13           | 23   | +1'06.589       | 16º     | 3     |
| 14º  | 7  | Hiroshi Aoyama   | Avintia Blusens           | FTR MGP13          | 23   | +1'08.674       | 14º     | 2     |
| 15º  | 71 | Claudio Corti    | NGM Mobile Forward Racing | FTR MGP13 Kawasaki | 23   | +1'09.130       | 18º     | 1     |
| 16º  | 5  | Colin Edwards    | NGM Mobile Forward Racing | FTR MGP13 Kawasaki | 23   | +1'12.041       | 17º     |       |
| 17º  | 23 | Luca Scassa      | Cardion AB Motoracing     | ART GP13           | 23   | +1'45.152       | 22º     |       |
| 18º  | 67 | Bryan Staring    | Go&Fun Honda Gresini      | FTR MGP13 Honda    | 23   | +1'45.228       | 21º     |       |
| 19º  | 52 | Lukáš Pešek      | Came IodaRacing Project   | Ioda-Suter MMX1    | 23   | +1'45.583       | 23º     |       |

### Ritirati
| Nº | Pilota          | Squadra                 | Motocicletta    | Giri | Griglia |
| -- | --------------- | ----------------------- | --------------- | ---- | ------- |
| 8  | Héctor Barberá  | Avintia Blusens         | FTR MGP13       | 8    | 19º     |
| 26 | Dani Pedrosa    | Repsol Honda            | Honda RC213V    | 5    | 3º      |
| 50 | Damian Cudlin   | Paul Bird Motorsport    | PBM 01          | 3    | 24º     |
| 9  | Danilo Petrucci | Came IodaRacing Project | Ioda-Suter MMX1 | 0    | 15º     |
| 70 | Michael Laverty | Paul Bird Motorsport    | ART GP13        | 0    | 20º     |

## Moto2
Primo nelle prove di qualificazione, lo spagnolo Nicolás Terol con la Suter MMX2 dell'Aspar Team vince la gara della classe Moto2, portando a compimento la sua personale seconda affermazione stagionale dopo quella ottenuta al GP delle Americhe.
Per quel che concerne la disputa per il titolo mondiale, i due piloti in lizza, Scott Redding e Pol Espargaró, si contendono la terza piazza in questa gara, posizione che ottiene il pilota spagnolo del team Tuenti HP 40, con Esteve Rabat (compagno di squadra di Espargaró) al secondo posto. La situazione in campionato vede Redding del team Marc VDS Racing mantenersi al primo posto con 215 punti totali, potendo contare su un margine di 20 punti su Espargaró.
In occasione di questa gara il team JiR Moto2 decide di sostituire l'infortunato Mike Di Meglio con Román Ramos (nelle ultime due gare il sostituto del pilota francese era stato Jason O'Halloran), anche il team Technomag carXpert è costretto a sostituire a causa di un infortunio il pilota titolare Randy Krummenacher, il suo posto viene preso dal connazionale Robin Mulhauser.
Presente per il settimo GP in questa stagione Gino Rea, tutti corsi grazie all'assegnazione di wildcard.
Anthony West nel Gran Premio di Francia 2012 era risultato positivo a controlli antidoping, per tale motivo il 31 ottobre 2012 dopo il GP d'Australia è stata presa la decisione di annullare il risultato ottenuto in Francia e di squalificarlo per un mese, cosa che non gli ha permesso di partecipare all'ultima tappa del campionato 2012, a Valencia. In seguito, il 28 novembre 2013, vengono annullati tutti i suoi risultati ottenuti nei 17 mesi successivi al GP di Francia della stagione precedente, fra cui quello di questa gara.

### Arrivati al traguardo
| Pos. | Nº | Pilota              | Squadra                      | Motocicletta       | Giri | Tempo           | Griglia | Punti |
| ---- | -- | ------------------- | ---------------------------- | ------------------ | ---- | --------------- | ------- | ----- |
| 1º   | 18 | Nicolás Terol       | Aspar Team                   | Suter MMX2         | 21   | 40min 15s 232ms | 1º      | 25    |
| 2º   | 80 | Esteve Rabat        | Tuenti HP 40                 | Kalex Moto2        | 21   | +1.736          | 2º      | 20    |
| 3º   | 40 | Pol Espargaró       | Tuenti HP 40                 | Kalex Moto2        | 21   | +3.530          | 3º      | 16    |
| 4º   | 45 | Scott Redding       | Marc VDS Racing              | Kalex Moto2        | 21   | +3.783          | 13º     | 13    |
| 5º   | 36 | Mika Kallio         | Marc VDS Racing              | Kalex Moto2        | 21   | +4.049          | 15º     | 11    |
| 6º   | 81 | Jordi Torres        | Aspar Team                   | Suter MMX2         | 21   | +11.602         | 5º      | 10    |
| 7º   | 5  | Johann Zarco        | Came Iodaracing Project      | Suter MMX2         | 21   | +16.298         | 10º     | 9     |
| 8º   | 60 | Julián Simón        | Italtrans Racing             | Kalex Moto2        | 21   | +18.765         | 7º      | 8     |
| 9º   | 54 | Mattia Pasini       | NGM Mobile Racing            | Speed Up SF13      | 21   | +22.266         | 12º     | 7     |
| 10º  | 11 | Sandro Cortese      | Dynavolt Intact GP           | Kalex Moto2        | 21   | +23.757         | 9º      | 6     |
| 11º  | 30 | Takaaki Nakagami    | Italtrans Racing             | Kalex Moto2        | 21   | +23.924         | 4º      | 5     |
| 12º  | 23 | Marcel Schrötter    | Maptaq SAG Zelos             | Kalex Moto2        | 21   | +24.487         | 20º     | 4     |
| 13º  | 77 | Dominique Aegerter  | Technomag carXpert           | Suter MMX2         | 21   | +28.011         | 19º     | 3     |
| 14º  | 92 | Álex Mariñelarena   | Blusens Avintia              | Kalex Moto2        | 21   | +33.120         | 17º     | 2     |
| 15º  | 52 | Danny Kent          | Tech 3                       | Tech 3 Mistral 610 | 21   | +43.909         | 16º     | 1     |
| 16º  | 49 | Axel Pons           | Tuenti HP 40                 | Kalex Moto2        | 21   | +44.230         | 24º     |       |
| 17º  | 8  | Gino Rea            | Gino Rea Montaze Broz Racing | FTR M213           | 21   | +44.293         | 21º     |       |
| 18º  | 96 | Louis Rossi         | Tech 3                       | Tech 3 Mistral 610 | 21   | +47.587         | 23º     |       |
| 19º  | 88 | Ricard Cardús       | NGM Mobile Forward Racing    | Speed Up SF13      | 21   | +47.678         | 22º     |       |
| 20º  | 28 | Román Ramos         | JiR Moto2                    | TSR 6              | 21   | +52.153         | 25º     |       |
| 21º  | 17 | Alberto Moncayo     | Argiñano & Gines Racing      | Speed Up SF13      | 21   | +53.848         | 29º     |       |
| 22º  | 7  | Doni Tata Pradita   | Federal Oil Gresini          | Suter MMX2         | 21   | +1'24.099       | 31º     |       |
| 23º  | 70 | Robin Mulhauser     | Technomag carXpert           | Suter MMX2         | 21   | +1'26.887       | 28º     |       |
| 24º  | 10 | Thitipong Warokorn  | Thai Honda PTT Gresini       | Suter MMX2         | 21   | +1'37.241       | 30º     |       |
| 25º  | 97 | Rafid Topan Sucipto | QMMF Racing                  | Speed Up SF13      | 20   | +1 giro         | 32º     |       |

### Ritirati
| Nº | Pilota            | Squadra                   | Motocicletta   | Giri | Griglia |
| -- | ----------------- | ------------------------- | -------------- | ---- | ------- |
| 15 | Alex De Angelis   | NGM Mobile Forward Racing | Speed Up SF13  | 20   | 8º      |
| 3  | Simone Corsi      | NGM Mobile Racing         | Speed Up SF13  | 7    | 6º      |
| 25 | Azlan Shah        | Idemitsu Honda Team Asia  | Moriwaki MD600 | 5    | 26º     |
| 34 | Ezequiel Iturrioz | Blusens Avintia           | Kalex Moto2    | 1    | 33º     |
| 12 | Thomas Lüthi      | Interwetten Paddock       | Suter MMX2     | 0    | 11º     |
| 19 | Xavier Siméon     | Maptaq SAG Zelos          | Kalex Moto2    | 0    | 14º     |
| 44 | Steven Odendaal   | Argiñano & Gines Racing   | Speed Up SF13  | 0    | 27º     |

### Squalificato
| Nº | Pilota       | Squadra     | Motocicletta  | Giri | Griglia |
| -- | ------------ | ----------- | ------------- | ---- | ------- |
| 95 | Anthony West | QMMF Racing | Speed Up SF13 | 14   | 18º     |

## Moto3
Seconda vittoria consecutiva per Álex Rins, già vincitore dell'ultimo GP di San Marino, che, aggiudicatosi la pole position nelle qualifiche del sabato, realizza in occasione di questo gara la sua personale quinta affermazione in carriera nel motomondiale, tutte ottenute in questa stagione agonistica. Secondo in questa prova si classifica Maverick Viñales ed Álex Márquez terzo, con il team Estrella Galicia 0,0 che porta entrambi i piloti sul palco di premiazione del podio.
La situazione in classifica mondiale vede il primo in classifica, Luis Salom, arrivare quarto in questo GP, quindi con 259 punti totali vede avvicinarsi i suoi due principali rivali, con Rins secondo a 250 punti (nove punti di distacco) e Viñales terzo a 247 (meno dodici dal vertice).
Da segnalare la presenza in questa gara di due donne, con Ana Carrasco, pilota titolare del team Calvo, alla quale si aggiunge la wildcard María Herrera, era dal motomondiale del 1994 che due donne non correvano contemporaneamente una gara nella stessa classe (la giapponese Tomoko Igata e l'italiana Daniela Tognoli erano iscritte entrambe nel 1994 alla classe 125).
Oltre a María Herrera anche a Bryan Schouten viene assegnata una wildcard.

### Arrivati al traguardo
| Pos. | Nº | Pilota              | Squadra                          | Motocicletta   | Giri | Tempo           | Griglia | Punti |
| ---- | -- | ------------------- | -------------------------------- | -------------- | ---- | --------------- | ------- | ----- |
| 1º   | 42 | Álex Rins           | Estrella Galicia 0,0             | KTM RC 250 GP  | 20   | 40min 04s 214ms | 1º      | 25    |
| 2º   | 25 | Maverick Viñales    | Team Calvo                       | KTM RC 250 GP  | 20   | +0.426          | 2º      | 20    |
| 3º   | 12 | Álex Márquez        | Estrella Galicia 0,0             | KTM RC 250 GP  | 20   | +12.377         | 3º      | 16    |
| 4º   | 39 | Luis Salom          | Red Bull KTM Ajo                 | KTM RC 250 GP  | 20   | +16.416         | 8º      | 13    |
| 5º   | 44 | Miguel Oliveira     | Mahindra Racing                  | Mahindra MGP3O | 20   | +16.496         | 7º      | 11    |
| 6º   | 65 | Philipp Öttl        | Tec Interwetten Moto3 Racing     | Kalex KTM      | 20   | +21.539         | 4º      | 10    |
| 7º   | 94 | Jonas Folger        | Mapfre Aspar                     | Kalex KTM      | 20   | +25.255         | 6º      | 9     |
| 8º   | 5  | Romano Fenati       | San Carlo Team Italia            | FTR M313       | 20   | +27.711         | 13º     | 8     |
| 9º   | 61 | Arthur Sissis       | Red Bull KTM Ajo                 | KTM RC 250 GP  | 20   | +27.888         | 9º      | 7     |
| 10º  | 7  | Efrén Vázquez       | Mahindra Racing                  | Mahindra MGP3O | 20   | +28.977         | 5º      | 6     |
| 11º  | 10 | Alexis Masbou       | Ongetta-Rivacold                 | FTR M313       | 20   | +29.601         | 12º     | 5     |
| 12º  | 41 | Brad Binder         | Ambrogio Racing                  | Mahindra MGP3O | 20   | +29.748         | 14º     | 4     |
| 13º  | 8  | Jack Miller         | Caretta Technology - RTG         | FTR M313       | 20   | +33.833         | 20º     | 3     |
| 14º  | 23 | Niccolò Antonelli   | Go&Fun Gresini                   | FTR M313       | 20   | +33.850         | 15º     | 2     |
| 15º  | 11 | Livio Loi           | Marc VDS Racing                  | Kalex KTM      | 20   | +47.978         | 18º     | 1     |
| 16º  | 57 | Eric Granado        | Mapfre Aspar                     | Kalex KTM      | 20   | +48.137         | 25º     |       |
| 17º  | 4  | Francesco Bagnaia   | San Carlo Team Italia            | FTR M313       | 20   | +48.190         | 17º     |       |
| 18º  | 32 | Isaac Viñales       | Ongetta-Centro Seta              | FTR M313       | 20   | +48.725         | 23º     |       |
| 19º  | 51 | Bryan Schouten      | Dutch Racing                     | FTR M313       | 20   | +48.731         | 32º     |       |
| 20ª  | 22 | Ana Carrasco        | Team Calvo                       | KTM RC 250 GP  | 20   | +48.792         | 16ª     |       |
| 21º  | 31 | Niklas Ajo          | Avant Tecno                      | KTM RC 250 GP  | 20   | +48.796         | 26º     |       |
| 22º  | 53 | Jasper Iwema        | RW Racing GP                     | Kalex KTM      | 20   | +49.336         | 22º     |       |
| 23º  | 17 | John McPhee         | Caretta Technology - RTG         | FTR M313       | 20   | +52.739         | 27º     |       |
| 24º  | 29 | Hyuga Watanabe      | La Fonte Tascaracing             | FTR M313       | 20   | +52.850         | 33º     |       |
| 25º  | 21 | Luca Amato          | Ambrogio Racing                  | Mahindra MGP3O | 20   | +52.911         | 30º     |       |
| 26º  | 77 | Lorenzo Baldassarri | Go&Fun Gresini                   | FTR M313       | 20   | +57.726         | 29º     |       |
| 27º  | 19 | Alessandro Tonucci  | La Fonte Tascaracing             | FTR M313       | 20   | +57.813         | 24º     |       |
| 28º  | 58 | Juanfran Guevara    | CIP Moto3                        | TSR3C          | 20   | +1'38.348       | 35º     |       |
| 29ª  | 6  | María Herrera       | Junior Team Estrella Galicia 0,0 | KTM RC 250 GP  | 20   | +1'54.722       | 31ª     |       |

### Ritirati
| Nº | Pilota              | Squadra             | Motocicletta  | Giri | Griglia |
| -- | ------------------- | ------------------- | ------------- | ---- | ------- |
| 63 | Zulfahmi Khairuddin | Red Bull KTM Ajo    | KTM RC 250 GP | 15   | 11º     |
| 3  | Matteo Ferrari      | Ongetta-Centro Seta | FTR M313      | 11   | 34º     |
| 66 | Florian Alt         | Kiefer Racing       | Kalex KTM     | 11   | 28º     |
| 9  | Toni Finsterbusch   | Kiefer Racing       | Kalex KTM     | 7    | 19º     |
| 84 | Jakub Kornfeil      | Redox RW Racing GP  | Kalex KTM     | 3    | 10º     |
| 89 | Alan Techer         | CIP Moto3           | TSR3C         | 1    | 21º     |